# Marcel Fabre (homme d'affaires)
Pour les articles homonymes, voir Marcel Fabre et Fabre.
 (février 2025).
 (février 2025).
La mise en forme du texte ne suit pas les recommandations de Wikipédia : il faut le « wikifier ».
Les points d'amélioration suivants sont les cas les plus fréquents. Le détail des points à revoir est peut-être précisé sur la page de discussion.
- Les titres sont pré-formatés par le logiciel. Ils ne sont ni en capitales, ni en gras.
- Le texte ne doit pas être écrit en capitales (les noms de famille non plus), ni en gras, ni en italique, ni en « petit »…
- Le gras n'est utilisé que pour surligner le titre de l'article dans l'introduction, une seule fois.
- L'italique est rarement utilisé : mots en langue étrangère, titres d'œuvres, noms de bateaux, etc.
- Les citations ne sont pas en italique mais en corps de texte normal. Elles sont entourées par des guillemets français : « et ».
- Les listes à puces sont à éviter, des paragraphes rédigés étant largement préférés. Les tableaux sont à réserver à la présentation de données structurées (résultats, etc.).
- Les appels de note de bas de page (petits chiffres en exposant, introduits par l'outil «  Source ») sont à placer entre la fin de phrase et le point final[comme ça].
- Les liens internes (vers d'autres articles de Wikipédia) sont à choisir avec parcimonie. Créez des liens vers des articles approfondissant le sujet. Les termes génériques sans rapport avec le sujet sont à éviter, ainsi que les répétitions de liens vers un même terme.
- Les liens externes sont à placer uniquement dans une section « Liens externes », à la fin de l'article. Ces liens sont à choisir avec parcimonie suivant les règles définies. Si un lien sert de source à l'article, son insertion dans le texte est à faire par les notes de bas de page.
- La présentation des références doit suivre les conventions bibliographiques. Il est recommandé d'utiliser les modèles {{Ouvrage}}, {{Chapitre}}, {{Article}}, {{Lien web}} et/ou {{Bibliographie}}. Le mode d'édition visuel peut mettre en forme automatiquement les références.
- Insérer une infobox (cadre d'informations à droite) n'est pas obligatoire pour parachever la mise en page.

Pour une aide détaillée, merci de consulter Aide:Wikification.
Si vous pensez que ces points ont été résolus, vous pouvez retirer ce bandeau et améliorer la mise en forme d'un autre article.
Marcel Fabre, né le 10 mars 1928 à Fort-de-France et décédé le 23 juin 2008 à Paris, est un homme d'affaires français, principal producteur de bananes en Martinique durant la seconde moitié du XXe siècle. 
Il est principalement le PDG du groupe commercial familial Fabre-Domergue, créé par son père en 1920. 
Il préside également le groupe patronal agricole de la Société d'intérêt collectif agricole de la banane martiniquaise de 1960 à 1962 puis de 1973 à 1980. 
Il fonde le groupement en 1960 avec le fils d'André Dorn. 
Ce président du groupe industriel bananier ne se contente pas de positions strictement commerciales et s'inscrit dans une diversité d'institutions publiques et privées et de secteurs économiques :  durant plusieurs décennies, il occupe plusieurs postes dans le secteur agricole martiniquais (il est par exemple directeur de la chambre agricole de 1979 à 1983). 
Outre le secteur agricole, il étend ses activités dans les secteurs immobiliers et hôteliers. 
Cette multipositionnalité et cette diversification des activités économiques le rapprochent du millionnaire Bernard Hayot, aussi patron martiniquais.
Comme lui, il est désigné membre du groupe socio-racial béké et fait partie des dix entrepreneurs les plus influents en Martinique selon L'Express.

## Biographie
Marcel Fabre naît le 10 mars 1928 à Fort-de-France en Martinique. Il est le fils de Paul Fabre, négociant, et d'Odette de Jaham. 
Il se marie le 25 septembre 1956 à Fort-de-France avec Françoise de Percin-Northumberland. De cette union naissent cinq enfants : Patrice Fabre, Laurent Fabre, Marie-Béatrix Fabre, Nicolas Fabre et Marie-Dominique Fabre. 
Marcel Fabre est bachelier du « lycée de Fort-de-France ».
Il décède le 23 juin 2008.

### Carrière
Marcel Fabre est ainsi président-directeur général de la société « Fabre Domergue et Cie » devenue groupe « Fabre Domergue » (1969), puis président de la société « Le groupe immobilier pour les Antilles francophones, anglophones », puis président de la société « Favre Domergue » et de la société « Le groupe immobilier ». Il devient ensuite administrateur de la Compagnie financière Cofidom, puis président de la Chambre d’agriculture de la Martinique (1974), délégué pour les DOM au Fonds d’orientation des marchés agricoles (1970), vice-président du conseil d’administration de la Caisse régionale du Crédit agricole (1971), et enfin membre du Conseil économique et social (groupe DOM-TOM) (1979).

## Décorations
- Officier de la Légion d'honneur
- Chevalier de l'ordre national du Mérite
- Officier de l'ordre du Mérite agricole